# Heinz Tichauer
Heinz Tichauer (* 24. Oktober 1901 in Königshütte, Deutsches Reich; † 14. April 1938 in Moskau) war ein aus Nazi-Deutschland emigrierter kommunistischer deutscher Bildhauer und Techniker, der Opfer der Stalinschen Säuberungen wurde.

## Leben und Werk
Tichauer kam aus einer jüdischen Familie. Sein Vater war Möbeltischler, die Mutter Hausfrau. Als junger jüdischer Mann unternahm Tichauer eine Reise nach Palästina. Er studierte dann an der Akademie der Bildenden Künste Wien Bildhauerei. Als er in Wien Werke ausstellte, kaufte die sowjetische Botschaft eine Büste Lenins. Es gibt Hinweise, dass Tichauer als Schüler der Akademie 1925 ein Bild von Lajos Kassák malte.
Ab 1923 war Tichauer Mitglied der KPD bzw. zwischenzeitlich der KPÖ. 1926 zog er nach Berlin. Dort arbeitete er als freischaffender Bildhauer, war aber auch Mitarbeiter des von Max Keilson geleiteten Zentralen Ateliers für Bildpropaganda der KPD. 1927 reiste Tichauer mit weiteren deutschen Intellektuellen auf Einladung zu den Feierlichkeiten anlässlich des 10. Jahrestags der Oktoberrevolution nach Moskau. 1928 gehörte er zu den Gründern der Assoziation Revolutionärer Bildender Künstler ASSO, und er wurde ihr Vorsitzender. 1928 fuhr er mit Alfred Beier-Red als Delegierter der ASSO zum I. Kongress der Assoziation der Künstler des revolutionären Russland (AChRR) nach Moskau.
1927 wurde Tichauer als Lehrer an die Kunstgewerbe- und Handwerkerschule Berlin Ost berufen, jedoch wegen seiner KPD-Mitgliedschaft 1929 wieder entlassen. Zu seinen Schülerinnen und Schülern gehörten u. a. Eva Schulz-Endert und Fritz Schulz.
Er arbeitete dann vor allem als Techniker und forschte insbesondere zum Korrosionsschutz von Alumetallen. 1932 erhielt er ein Patent für ein Verfahren zur Herstellung farbiger Überzüge auf Zink.
In den 1920er Jahren schuf Tichauer mehrere monumentale Steinskulpturen für den öffentlichen Raum, u. a. 1927 einen Gedenkstein zu Ehren der gefallenen Leuna-Opfer im Jahre 1921. Dieser wurde 1927 von Ernst Thälmann eingeweiht und nach der Machtübernahme durch die Nationalsozialisten zerstört. Tichauers 1931/1932 in Bronze ausgeführte Plastik Ruhrkumpel wurde in Berlin aufgestellt und später ebenfalls von den Nationalsozialisten entfernt.
Tichauers wirtschaftliche Lage ermöglichte ihm, sich von dem bedeutenden Architekten Harry Rosenthal in Berlin-Heiligensee um 1928 ein modernes Atelier- und Wohnhaus errichten zu lassen. Dort betreute er mit seiner Frau Mia (1904–1969) Kinder aus politischen Gründen verfolgter Eltern.
Nach der Machtübergabe an die Nationalsozialisten floh Tichauer 1933 über Belgien nach Frankreich. Das Berliner Adressbuch verzeichnete ihn letztmalig 1933 als „Tichhauer“ in der Nr. 40 der Straße 302 in Heiligensee.
Tichauers Grundstück mit dem Haus wurde vom Nazi-Staat eingezogen. Das Gebäude existiert offenbar nicht mehr.
1935 wurde Tichauer aus politischen Gründen aus Frankreich ausgewiesen. Er begab sich in die Schweiz, wo er Unterstützung durch Romain Rolland erhielt. Im selben Jahr oder 1936 ging er auf Einladung in die Sowjetunion. Seine Frau folgte ihm 1936 mit dem 1930 geborenen Sohn. Tichauer arbeitete in Moskau als Spezialist für Korrosionsschutz an der Shukowski-Militärflugakademie. Im September 1937 wurde er im Zuge der Stalinschen Säuberungen aus nicht bekannten Gründen verhaftet und später erschossen.
Er wurde 1956 in der Sowjetunion rehabilitiert und Mia Tichauer durfte mit dem Sohn in die DDR ausreisen.

## Ausstellungen (unvollständig)
- 1928: Berlin, Große Berliner Kunstausstellung (mit der Zement-Plastik Wir marschieren aus)
- 1929: Berlin, Kapital und Arbeit; Ausstellung der Assoziation Revolutionärer Bildender Künstler (mit der Skulptur Ruhrkumpel)

## Weblink
- https://www.bundesstiftung-aufarbeitung.de/de/recherche/kataloge-datenbanken/biographische-datenbanken/heinz-tichauer